# 1-Phenyl-1-propanol
1-Phenyl-1-propanol ist eine chemische Verbindung aus der Gruppe der Alkohole und ein Derivat des Benzylalkohols.

## Vorkommen
Natürlich kommt 1-Phenyl-1-propanol in Hirsebier („Bantu beer“) vor.

## Isomere
1-Phenyl-1-propanol ist chiral und kommt in zwei enantiomeren Formen, (R)-(+)-1-Phenyl-1-propanol und (S)-(−)-1-Phenyl-1-propanol, vor.
| Isomere von 1-Phenyl-1-propanol |                             |                             |
| Name                            | (R)-(+)-1-Phenyl-1-propanol | (S)-(−)-1-Phenyl-1-propanol |
| Strukturformel                  |                             |                             |
| CAS-Nummer                      | 1565-74-8                   | 613-87-6                    |
| CAS-Nummer                      | 93-54-9 (unspez.)           |                             |
| EG-Nummer                       | 625-112-2                   | 624-364-0                   |
| EG-Nummer                       | 202-256-0 (unspez.)         |                             |
| ECHA-Infocard                   | 100.153.639                 | 100.152.961                 |
| ECHA-Infocard                   | 100.002.052 (unspez.)       |                             |
| PubChem                         | –                           | –                           |
| PubChem                         | 7147 (unspez.)              |                             |
| Wikidata                        | Q72472788                   | Q72498397                   |
| Wikidata                        | Q15726117 (unspez.)         |                             |
| Siedetemperatur                 | 218–220 °C                  | 94–95 °C (10 mmHg)          |
| Siedetemperatur                 | 103 °C (14 mmHg) (unspez.)  |                             |

## Gewinnung und Darstellung
1-Phenyl-1-propanol kann durch eine Grignard-Reaktion von Brombenzol oder Phenylmagnesiumbromid mit Propionaldehyd gewonnen werden.
Auch eine Biosynthese von (R)-1-Phenyl-1-propanol durch den Schlauchpilz Fusarium moniliforme wurde beschrieben.

## Verwendung
1-Phenyl-1-propanol wird als Rohstoff und Zwischenprodukt für organischen Synthesen verwendet. Daneben wird es als Aromastoff mit einem blumigen Geruch und einem süßen, honigähnlichen Geschmack verwendet.